# MORE VISION
MORE VISION（韓語：모어비전）是韓國的經紀公司，於2022年3月3日，由歌手朴載範公佈成立的經紀公司。

## 歷史沿革
2021年12月31日，Jay Park辞去AOMG、H1GHR MUSIC兩家公司的代表职务。
2022年3月3日，Jay Park公佈成立公司「MORE VISION」

## 旗下藝人
- 朴載範
- Honey J（HolyBang）
- MVP（MORE VISION PROJECT）
- HolyBang
- 金請夏

## 外部連結
- 官方网站
- MORE VISION的Instagram帳戶
- MORE VISION的Facebook專頁
- MORE VISION的X（前Twitter）
- MORE VISION的新浪微博
- YouTube上的MORE VISION頻道